# Dryopteris odontoloma
Dryopteris odontoloma är en träjonväxtart som först beskrevs av Moore, och fick sitt nu gällande namn av Carl Frederik Albert Christensen. Dryopteris odontoloma ingår i släktet Dryopteris och familjen Dryopteridaceae. Inga underarter finns listade.